# Avion (obytný blok)

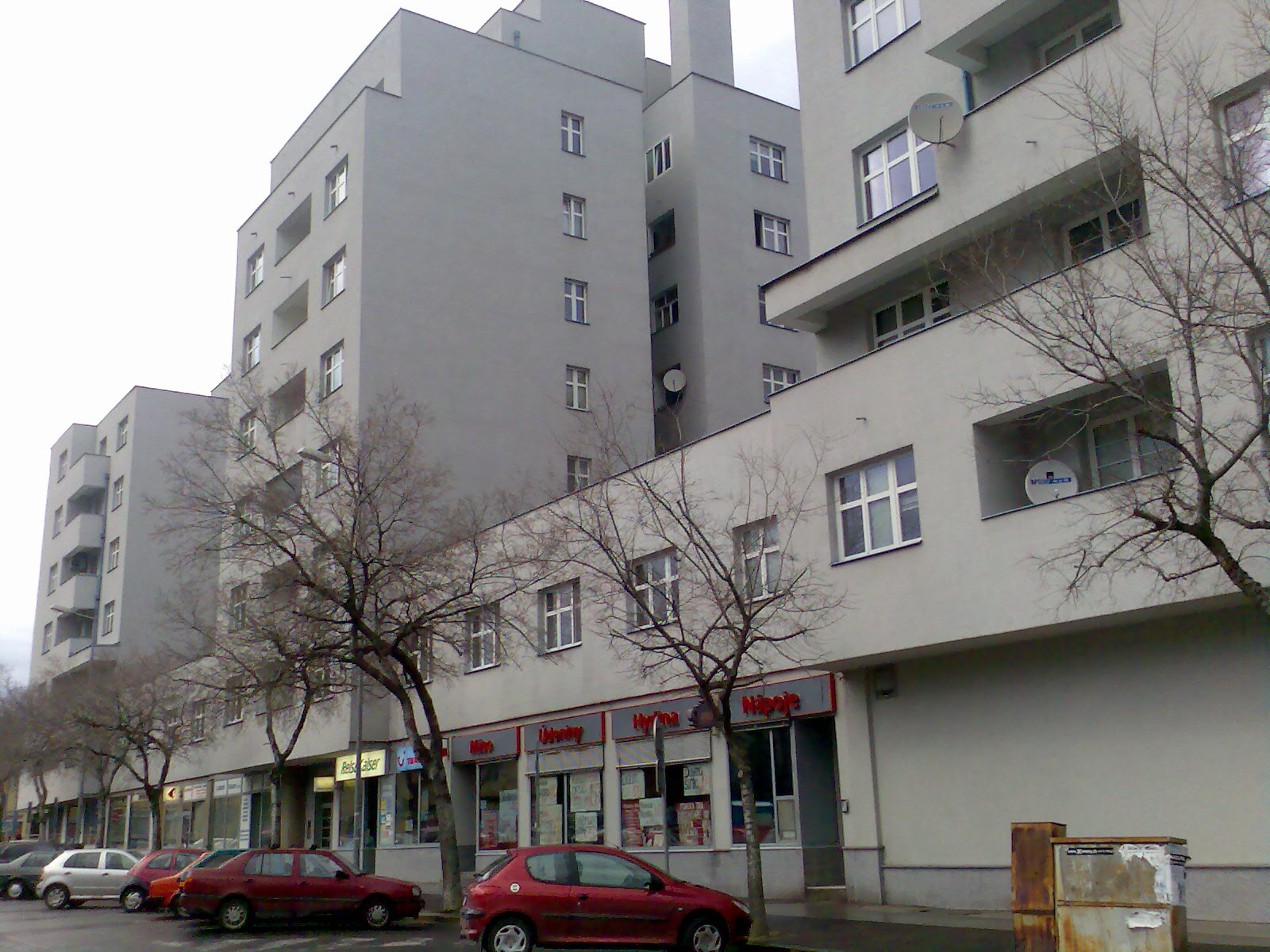
Avion

Avion je blok domů se smíšeným (obytným/obchodním) využitím, který se nachází v Bratislavě. Byl vybudován v letech 1930–1931 na území původní obce Blumentál. Dnes ho obklopuje Americké námestie, Floriánske námestie a ulice Májkova.

## Historie
Původně družstevní blok, ve kterém se spojuje kompaktní zástavba s řádkovou zástavbou, vznikl na základě užší soutěže, ve které zvítězil Josef Marek. Soutěž se konala v roce 1929 a jejími účastníky byli Klement Šilinger a Josef Marek, jenž byl nakonec pověřen vypracováním finálního projektu. Stará zástavba náměstí byla odstraněna v 20. letech 20. století a za jedenáct měsíců nahrazena družstevním a obchodním domem s názvem Avion.

## Architektonické ztvárnění
Blok je ve spodních podlažích kompaktní, zatímco výše patra tvoří tři oddělená křídla. Krajní mají šest pater, prostřední sedm. Architektura objektu nese jednoduchý funkcionalistický ráz. Skládá se z pravoúhlých hranolových forem, členěných výraznými hřebenově vyřezanými lodžiemi. Architekt zkombinoval ucelený městský parter s funkcionalistickým řádkovým uspořádáním hmot vyšších podlaží.
Avion ve své době představoval pokrok ve svém standardu funkčního využití jednotlivých prostorů a místností. V přízemí se nacházejí prostory pro celkem 25 prodejen a šest vchodů do bytové části. V Avionu bylo ve vyšších patrech umístěno dále 118 jednopokojových až čtyřpokojových bytů. Byty jsou přístupné ze schodiště, každý má vlastní předsíň, kuchyň, komoru, koupelnu, oddělené WC a sklep. Byty v bočních křídlech jsou příčně větratelné, ve středním křídle orientované na jednu fasádu.

## Konstrukční řešení
Při realizaci byla použita technologie litého betonu, konstrukce je tvořena železobetonovým rámovým skeletem.